# 愛こそはすべて
「愛こそはすべて」（あいこそはすべて、原題 : All You Need Is Love）は、ビートルズの楽曲である。レノン＝マッカートニー名義となっているが、実質的にはジョン・レノンが作った楽曲。1967年7月にシングル盤として発売され、B面には「ベイビー・ユーアー・ア・リッチ・マン」が収録された。シングル盤は、全英シングルチャートとBillboard Hot 100の両チャートで1位を獲得した。本作は、1967年の宇宙中継特別番組『OUR WORLD 〜われらの世界〜』のために書き下ろされた楽曲で、6月25日にEMIレコーディング・スタジオから中継を結んでレコーディングを行った。
ローリング・ストーンの選ぶオールタイム・グレイテスト・ソング500では第370位にランクされている。

## 背景・曲の構成
1967年5月18日にビートルズは、世界初の試みとなる通信衛星を使って24か国で同時放送された宇宙中継特別番組『OUR WORLD 〜われらの世界〜』（6月25日放送）にイギリス代表としての出演契約に署名した。番組のための楽曲として、ジョン・レノンは「愛こそはすべて」、ポール・マッカートニーは「ユア・マザー・シュッド・ノウ」を書いた。番組では本作が採用され、同番組内でレコーディング風景が世界中継された。当時のマネージャーであるブライアン・エプスタインは、この時のパフォーマンスを「グループにとって最高の瞬間」と語っている。また、ジョージ・ハリスンは、「当時はあんな雰囲気だったから、カナダで編み物をしている人やベネズエラでアイリッシュ・ダンスをしている人の合間に、この曲を演奏するのは素晴らしいアイデアだと思えた」と語っている。 
ビートルズは前年よりベトナム戦争に対して反対の意を示しており、後には「レボリューション」などの楽曲で、自身の意見を反映させているが、「愛こそはすべて」はその最初の例となっている。その歌詞の内容から、サマー・オブ・ラブを象徴する楽曲のひとつとなった。
曲はフランス国歌「ラ・マルセイエーズ」のイントロから始まり、グレン・ミラー楽団の「イン・ザ・ムード」など、他の音楽作品からの要素が取り込まれている。他の音楽作品からの引用は、同年にレコーディングされたハリスン作の「イッツ・オール・トゥ・マッチ」のアプローチを踏襲しており、1967年のサマー・オブ・ラブの背景にあるイデオロギーを反映している。本作のコーダでは、イングランド民謡「グリーンスリーブス」、J.S.バッハの「2声のインヴェンション8番BWV779」、「イン・ザ・ムード」のほかに、ビートルズの「イエスタデイ」や「シー・ラヴズ・ユー」の冒頭部分が演奏されている。これらのうち、「シー・ラヴズ・ユー」と「イエスタデイ」はリハーサル時にレノンが即興で入れたもの。

## レコーディング

### バッキング・トラック
ビートルズは、本番の11日前にあたる1967年6月14日にオリンピック・スタジオで本作のバッキング・トラックのレコーディングを開始した。リンゴ・スターは普段どおりドラムを演奏しているが、ジョン・レノンはハープシコード、ポール・マッカートニーはダブルベース、ジョージ・ハリスンはバイオリンと不慣れな楽器を演奏した。この日は33テイク録音されたうちのテイク10が最適とされ、リダクションされた後に新しい4トラック・レコーダーに移された。
6月19日にレコーディング・スタジオをEMIレコーディング・スタジオのスタジオ2に移し、ジョージ・マーティンのピアノ、レノンのボーカル、ギター、バンジョーに加え、バッキング・ボーカル（「Love, Love, Love」というフレーズ）がオーバー・ダビングされた。
6月23日にオーケストラを交えてリハーサルが行なわれて、その演奏がバッキング・トラックに加えられた。放送前日となる6月24日に、ビートルズは本作を次のシングルとして発表することを決定した。同日に行なわれたリハーサルでは、BBCのテレビクルーをはじめ、100名以上のジャーナリストや写真家による取材が許可された。

### テレビ中継〜完成
6月25日に世界初の試みとなる通信衛星を使って24か国で同時放送された宇宙中継特別番組『OUR WORLD 〜われらの世界〜』が放送。予定より約40秒ほど早い午後8時45分（ロンドン時間）にEMIレコーディング・スタジオにカメラが回り、中継が開始された。レノンはガムを噛みながら歌った。ジョージ・マーティンとレコーディング・エンジニアであるジェフ・エメリックは神経を落ち着かせるために、スコッチウイスキーを飲んでオーディング・ミキシングを行なった。スタジオやメンバーの衣装のデザインはThe Foolというデザイン集団によるもの。スタジオには風船、花、鯉のぼり、「Love」と描かれた落書きなどの装飾が施され、祝福やサイケデリックな雰囲気を醸し出していた。
ビートルズは、13名のオーケストラを率いてレコーディングを行なった。この日は録音済みのバッキング・トラックを流しながら、レノンのボーカル、マッカートニーのベース、ハリスンのギターソロ、スターのドラム、そしてオーケストラがライブ録音された。スタジオには、ミック・ジャガー、キース・リチャード、エリック・クラプトン、マリアンヌ・フェイスフル、ジェーン・アッシャー（当時のマッカートニーの婚約者）、パティ・ボイド（当時のハリスンの妻）、マイク・マックギア（マッカートニーの実弟）、キース・ムーン、グラハム・ナッシュも居合わせており、バッキング・ボーカルで参加した。
中継は白黒テレビによる収録・放映だったが、『ザ・ビートルズ・アンソロジー』の映像版（Vol.7）ではコンピューターによるカラー化が行われている。このカラー版は、2015年に発売された『ザ・ビートルズ1』に付属のDVD/Blu-rayにも収録されている。
中継終了後の夜、自身のボーカル・パートに不満を持ったレノンは、シングルのために再録音を行なった。6月26日にスタジオ2にてADTを使用したレノンのボーカル・パートと、スターによるドラムロールがオーバー・ダビングされて、本作は完成となった。

## リリース
「愛こそはすべて」は、イギリスで1967年7月7日にB面に「ベイビー・ユーアー・ア・リッチ・マン」を収録したシングル盤としてパーロフォンから発売され、全英シングルチャートで初登場2位を獲得したのち、3週間にわたって第1位を獲得した。アメリカでは同じ収録内容で7月17日にキャピトル・レコードから発売され、1967年8月19日付のBillboard Hot 100で第1位を獲得。『ビルボード』誌の1967年度年間ランキングは第30位。『キャッシュボックス』誌では2週連続第1位を獲得し、年間ランキング43位。アメリカでは100万枚以上のセールスを記録し、イギリスでは50万枚以上のセールスを記録している。
アメリカで1967年11月に発売されたキャピトル編集盤『マジカル・ミステリー・ツアー』に、同年に発売されたシングル曲とともに収録された。また、1968年に公開されたビートルズを主人公としたアニメ映画『イエロー・サブマリン』のペパーランドを荒らしたブルー・ミーニーズを、ビートルズが音楽で退散させる場面で使用されたため、1969年に発売されたサウンドトラック盤にも収録されている。なお、本作はアメリカで発売された編集盤に収録されたのち、イギリス盤公式オリジナル・アルバムにも収録された唯一の例となっている。1999年に発売された『イエロー・サブマリン 〜ソングトラック〜』には、リミックス・バージョンが収録された。
2006年にシルク・ドゥ・ソレイユのミュージカルのサウンドトラックとしてリリースされた『LOVE』に、他のビートルズの曲とコラージュされた音源が収録された。同作に収録された音源は、曲の終盤に「涙の乗車券」のギターリフ、「ベイビー・ユーアー・ア・リッチ・マン」「レイン」「サージェント・ペパーズ・ロンリー・ハーツ・クラブ・バンド」のボーカル、「グッド・ナイト」のオーケストラが加えられ、1965年にファンクラブ会員に配布されたクリスマス・レコード収録のメンバーによる挨拶で終わる。

## クレジット
※出典
ビートルズ
- ジョン・レノン - リード・ボーカル、バッキング・ボーカル、ハープシコード、バンジョー
- ポール・マッカートニー - ベース、ダブルベース、バッキング・ボーカル
- ジョージ・ハリスン - リードギター、ヴァイオリン、バッキング・ボーカル
- リンゴ・スター - ドラム

外部ミュージシャン・スタッフ
- ジョージ・マーティン - ピアノ、オーケストラ編曲、プロデュース
- マイク・ヴィッカーズ - 指揮者
- シドニー・サックス、パトリック・ホーリング、エリック・ボウイ、ジャック・ホームズ - ヴァイオリン
- ライオネル・ロス、ジャック・ホームズ - チェロ
- レックス・モーリス、ドン・ハニーウィル - テナー・サクソフォーン
- デヴィッド・メイソン - トランペット
- スタンリー・ウッズ - トランペット、フリューゲルホルン
- エヴァン・ワトキンス、ハリー・スペイン - トロンボーン
- ジャック・エンブロー - アコーディオン
- ミック・ジャガー、キース・リチャード、エリック・クラプトン、マリアンヌ・フェイスフル、ジェーン・アッシャー、パティ・ボイド、マイク・マックギア、キース・ムーン、グラハム・ナッシュ他数名 - バッキング・ボーカル

## チャート成績

### 週間チャート
| チャート (1967年)                       | 最高位 |
| --------------------------------------- | ------ |
| オーストラリア (Go-Set National Top 40) | 1      |
| オーストラリア (Kent Music Report)      | 1      |
| オーストリア (Ö3 Austria Top 40)        | 1      |
| ベルギー (Ultratop 50 Flanders)         | 4      |
| カナダ トップシングルス (RPM)           | 1      |
| アイルランド (IRMA)                     | 5      |
| フィンランド (Suomen virallinen lista)  | 3      |
| イタリア (FIMI)                         | 10     |
| オランダ (Dutch Top 40)                 | 1      |
| オランダ (Single Top 100)               | 1      |
| ニュージーランド (Listener)             | 1      |
| ノルウェー (VG-lista)                   | 1      |
| スウェーデン (Kvällstoppen Chart)       | 1      |
| スウェーデン (Tio i Topp)               | 1      |
| UK Record Retailer Chart                | 1      |
| US Billboard Hot 100                    | 1      |
| US Cash Box Top 100                     | 1      |
| 西ドイツ (Musikmarkt Hit-Parade)        | 1      |

| チャート (1987年)   | 最高位 |
| ------------------- | ------ |
| アイルランド (IRMA) | 19     |
| UK シングルス (OCC) | 47     |

| チャート (2015年)                     | 最高位 |
| ------------------------------------- | ------ |
| Sweden Heatseeker (Sverigetopplistan) | 1      |

### 年間チャート
| チャート (1967年)             | 順位 |
| ----------------------------- | ---- |
| カナダ トップシングルス (RPM) | 3    |
| US Billboard Hot 100          | 30   |
| US Cash Box                   | 43   |

## 認定と売上
| 国/地域                                                       | 認定 | 認定/売上数 |
| ------------------------------------------------------------- | ---- | ----------- |
| France                                                        |      | 250,000     |
| United Kingdom 1967年盤                                       |      | 500,000     |
| イギリス (BPI) 2010年盤                                       | Gold | 400,000     |
| アメリカ合衆国 (RIAA)                                         | Gold | 1,000,000^  |
| 概要                                                          |      |             |
| Worldwide                                                     |      | 3,000,000   |
| ^ 認定のみに基づく出荷枚数 · 認定のみに基づく売上数と再生回数 |      |             |

## 備考
本作発売直後にザ・ローリング・ストーンズの「この世界に愛を」にレノンとマッカートニーがバッキング・ボーカルで参加。同作への参加は、ザ・ローリング・ストーンズのメンバーであるミック・ジャガーとキース・リチャーズが本作に参加したことに対するお礼とされている。
ビートルズのパロディバンドであるラトルズは、1978年に本作のパロディソング「Love Life」という楽曲を発表し、本作のタイトルをもじったテレビ映画『オール・ユー・ニード・イズ・キャッシュ』を公開した。
1980年のレノンの射殺事件を受けて、ハリスンが書いた追悼曲「過ぎ去りし日々」（1981年発売）では、レノンに対する賞賛と敬愛の気持ちを綴る歌詞の中に本作のタイトルをそのまま挿入している。
2002年6月3日、バッキンガム宮殿で行われた、女王エリザベス2世戴冠50周年記念コンサートのラストにて、出演者全員で合唱され、マッカートニーがベースとリード・ヴォーカルの一部を担当した。

## メディアでの使用

### テレビ番組
- 2000年〜2006年にかけて放送されたフジテレビ系の子供向け番組『ポンキッキーズ』と『ポンキッキーズ21』、2008年から番組終了となった2018年にかけてBSフジで放送された『Beポンキッキ』、『beポンキッキーズ』、『ポンキッキーズ』のテーマ曲として使用されていた。
- 2013年から2020年まで放送されていた『国分太一のおさんぽジャパン』（フジテレビ）のテーマ曲で使用されていた。
- 2016年4月からBSジャパンで放送されている『出発!ローカル線 聞きこみ発見旅』のエンディングテーマとしても使用されている。

## カバー・バージョン

### JAPAN UNITED with MUSICによるカバー
『All You Need Is Love』（オール・ユー・ニード・イズ・ラヴ）は、日本のチャリティーユニット・JAPAN UNITED with MUSICのシングル。2012年3月7日にAYNIL制作委員会より発売された。
通常盤のみの1形態での発売。DVDと、特典としてステッカーが付属している。同年1月25日より先行配信された。ジャケットのデザインは吉田直之 (NRS516) が、イラストは種田陽平が担当。
東日本大震災復興支援を目的としたチャリティーシングル。坂本龍一が発起人となったプロジェクトで、小林武史がプロデュースを手掛けた。レコーディングには30人のアーティストがレーベルやプロダクションの枠を超えて無償で参加し、楽曲や原盤の収益は「子どもたち」をテーマとした復興支援活動をしている団体へ寄付された。
「JAPAN UNITED with MUSIC」は、音楽を通して日本が連帯していくという想いから名付けられている。このプロジェクトは、震災直後にソニー・ミュージックパブリッシング社に届いた「日本人アーティストがチャリティでカヴァーするのならば、ビートルズの楽曲の権利使用料を寄付に回しましょう」という支援の声から始まった。その提案を聞いた坂本が小林にプロデュースを依頼。当初小林は「今の日本の状況に洋楽のビートルズというのは少し遠く感じる」と少し躊躇したというが、「邦楽が中心で洋楽が聴かれなくなってしまった内向きなこの音楽シーンで、あえてポップ&ロックの古典中の古典であるこの曲を日本人の僕らが今日的な音でクリエイティヴィティの高いカヴァーを提示する。もしそれができれば、リーダーシップが見えずに混沌とした日本社会に、これからの可能性や希望を表せるのではないかと思ったんです。そのためなら（ビートルズという）西洋の力もお借りするのもアリなんではないかと」とコメントしている。
同年1月25日より本作が先行ダウンロード配信された。

#### シングル収録曲
CD
1. All You Need Is Love [5:10]
  - 作詞・作曲：John Lennon, Paul McCartney / 編曲・プロデュース：小林武史 / 管・弦編曲：小林武史・四家卯大

DVD
1. All You Need Is Love
ミュージック・ビデオ。監督は伊東玄己が務めた。参加アーティストが出演している。

#### 参加ミュージシャン
- JAPAN UNITED with MUSIC
  - AI
  - 今井美樹
  - EXILE ATSUSHI
  - EXILE TAKAHIRO
  - Crystal Kay
  - Kj (Dragon Ash)
  - 小泉今日子
  - 小林武史
  - 桜井和寿 (Mr.Children)
  - Salyu
  - JUJU
  - SUGIZO
  - Superfly
  - トータス松本
  - NARGO、GAMO、北原雅彦、谷中敦（東京スカパラダイスオーケストラ）
  - ナオト・インティライミ
  - 難波章浩 (Hi-STANDARD)
  - VERBAL (m-flo, TERIYAKI BOYZ®)
  - 一青窈
  - 藤巻亮太（レミオロメン）
  - 布袋寅泰
  - BONNIE PINK
  - miwa
  - 屋敷豪太
  - YMO（坂本龍一、高橋幸宏、細野晴臣）
- 権藤知彦：Euphonium, Flugelhorn, Computer Operation, Editing
- 伊勢三木子：Violin
- 保科由貴：Violin
- 川口静華：Violin
- 市川美希代：Violin
- 萩原薫：Viola
- 田中景子：Viola
- 四家卯大：Violoncello
- 森田香織：Violoncello
- 山本拓夫：Sax
- 西村浩二：Trumpet
- 広原正典：Trombone
- 安達練：Computer Programming

### その他のアーティストによるカバー
- オフ・コース - 1974年10月26日に中野サンプラザで行われたリサイタル“秋ゆく街で”にてメドレーの一曲として演奏。後にライブ・アルバム『秋ゆく街で ⁄ オフ・コース・ライヴ・イン・コンサート』として同年12月20日に発売[78][79]。
- エルヴィス・コステロ - 1985年に開催された『ライヴエイド』においてエレキギター1本で演奏。2004年に発売されたDVDに収録[80]。
- iLL - 2008年に放送されたNTTドコモのテレビCMで使用された。2009年に発売されたシングル『Kiss』にはリテイク音源が収録された[81]。
- ノエル・ギャラガー - 2009年に発売されたライブ・アルバム『The Dreams We Have as Children: Live at the Royal Albert Hall』に収録[82]。
- ロイヤル・フィルハーモニー管弦楽団 - 2011年に発売された『The Music of the Beatles, Vol. 1』でカバー[83]。
- セイント・ヴィンセント - 2017年に放送されたティファニー「ティファニー オードパルファム」のCMで使用された[84]。
- ヒメーシュ・パテル - 2019年に公開された映画『イエスタデイ』で演奏[85]。映画のサウンドトラック盤にも収録された[86]。
- 堀内孝雄×五輪真弓×さだまさし×THE ALFEE - 1988年3月20日放送の『ミュージックフェア』1200回記念で、山本安見の訳詞により歌われた[87]。

このほか、日本で2000年に放送されたサッポロビール「サッポロブロイ」のテレビCMでもカバー音源が使用された。